# 87P/Bus
87P/Bus är en periodisk komet med omloppstiden 6,5 år. Den korta omloppstiden gör att den karaktäriseras som en komet av Encke-typ. Den upptäcktes av astronomen Schelte John Bus 1981 på ett fotografi taget med 1,2 meters Schmidt-teleskopet vid Siding Spring, i Australien.
Banelementen för kometen är osäkra och har inte beräknats sedan 2016. Då hade senaste periheliepassage skett i december 2013.
Den beräknade skenbara magnituden vid passagen var magnitud 17, vilket innebar att den endast kunde ses i relativt stora teleskop. 